# 신관빈
신관빈(申寬彬, 1885년 10월 4일 ~ ?)은 한국의 호수돈여자고등학교 사감, 전도사, 독립운동가이다.
기독교 남감리파 전도인으로서, 1919년 3.1운동 소식을 듣고 3월 3일에 경기 개성군 개성읍 만월정·북본정·동본정에서 동료 전도인 어윤희, 권애라, 심명철 등과 독립만세운동을 주도했다. 조선독립선언서 2,000매를 마을 주민들에게 배포하였다가 체포되었다. 4월 11일 경성지방법원에서 소위 보안법 위법으로 징역 1년을 받은 사실이 확인되었다. 1920년 3월 1일에 유관순 등의 동료들과 서대문형무소 옥중에서 만세 항쟁을 펼쳤다.

## 사후
2011년 건국훈장 애족장이 추서되었다.

## 관련작품
- 영화 《1919 유관순》 (2019년, 신관빈 역 : 장세아)